# 23-я улица (линия Шестой авеню, Ай-эн-ди)
|   |   |  |   |   |
| · | · |  | · | · |

|   |   |  |   |   |
| · | · |  | · | · |

«23-я улица» (англ. 23rd Street) — станция Нью-Йоркского метрополитена, расположенная на линии Шестой авеню, Ай-эн-ди. Станция находится на пересечении 23-й улицы и 6-й авеню. На станции останавливаются маршруты: F (круглосуточно), <F> (в часы пик в пиковом направлении) и M (в будни днём и вечером). Экспресс-пути, проходящие под станцией, используются маршрутами B (в будни днём и вечером до 23:00) и D (круглосуточно). Эта станция и соседняя (14-я улица) — это станции, обслуживающие только локальные поезда; на линии Шестой авеню их только две.
Станция совмещена с одноимённой станцией системы PATH. Она имеет две боковых платформы, обслуживающие только локальные пути, а между путями находятся отгороженные от них платформы и пути PATH. На станции нет мезонина.
Станция отделана мозаикой, название станции традиционно представлено на мозаике, а также на чёрных табличках с белой надписью. Таблички размещены на некоторых опорах станции.